# Мештерович, Джура
Джура Мештерович (серб. Ђура Мештеровић / Đura Mešterović; 18 мая 1908, Српски-Итебей — 15 июня 1990, Белград) — югославский сербский военачальник, генерал-полковник медицинских войск, председатель Комитета Красного Креста СФРЮ.

## Биография
Окончил медицинский факультет Белградского университета. С 1937 по 1939 годы в Испании участвовал в гражданской войне на стороне республиканцев. Член КПЮ с 1938 года.
На фронтах Народно-освободительной войны Югославии с 1941 года, был главврачом партизанских больниц на Жабляке и в Фоче. Позднее возглавил санитарную команду 1-й пролетарской дивизии НОАЮ. Был начальником медицинской военной миссии в Италии, неоднократно бывал в СССР.
После войны начальник санитарной службы Югославской народной армии и председатель Комитета Красного Креста СФРЮ. Награждён рядом орденов и медалей.